# Rudolph Günter von Grabow
Rudolph Günter von Grabow (født 20. juli 1663 i Mecklenborg, død 14. december 1716 i København) var en dansk oberst og godsejer af Ågård lige syd for Fjerritslev. Åben begravet i Fyrendal Kirkes nordfløj, ifølge gravstenen var han oberst ved 1. Jyske Nationalregiment til hest.
Rudolph var søn af Joachim Friedrich von Grabow og Catharina Dorothea von Fineke. Han blev gift med Helwig Barbara von Rantzau, parret fik to børn: Marsille von Grabow, gift med Christian Albert von Massow og Franz Christoph von Grabow gift med Helle Margaretha von Rantzau.